# 고창 봉덕리 1호분 출토 금동신발
고창 봉덕리 1호분 출토 금동신발(高敞 鳳德里 一號墳 出土 金銅飾履)은 전라북도 고창군 봉덕리에 자리한 고창 봉덕리 고분군에서 발굴된 금동신발이다. 2021년 4월 21일 대한민국의 보물 제2124호로 지정되었다.

## 개요
이 신발은 봉덕리 고분군에서 규모가 가장 큰 1호분의 제4호 석실에서 2009년 원광대학교 마한백제문화연구소가 발굴했다. 4호 석실은 전혀 도굴되지 않은 무덤으로, 여기에서 금동신발 한 쌍이 무덤 주인공의 양쪽 발에 신겨져 거의 훼손되지 않은 채 출토된 것이다. 이 봉덕리 1호분 출토 금동신발은 장례 때 의례용으로 사용된 신발로 백제 시대의 전형적인 형태와 문양을 보여주는 금속공예품이다.
금동신발의 전체 형태를 보면, 발목깃을 갖추어 앞쪽은 뾰족하면서 약간 위로 들렸고, 중간 바닥이 편평하며, 뒤쪽은 약간 좁아져 둥근 편이어서 흡사 배 모양을 연상케 한다. 투각(透刻)의 육각형으로 구획된 형태 안에 용, 인면조, 쌍조문(雙鳥文), 괴수, 연꽃 등 각종 문양이 화려하게 장식되었다. 신발 바닥에는 1.7cm 높이의 뾰족한 못 18개를 규칙적으로 붙였고, 내부에는 비단 재질의 직물을 발라 마감하였다.
이 신발은 2021년까지 백제 시대 고분에서 나온 약 19점의 금동신발 중 가장 완벽한 형태다. 나주시 정촌 고분에서 출토된 금동신발과 비교했을 때 물고기 알 무늬 등 삼국 시대 초기 문양이 확인되어 시기적으로 앞서 제작된 것으로 판단된다. 무령왕릉의 왕과 왕비의 신발과 마찬가지로 바닥판과 좌우측판, 발목깃판으로 구성되고 바닥에 징을 박은 백제 금동신발의 전형적인 특징을 지니고 있어 백제의 중앙 권력자가 제작해 왕의 힘을 과시하고 지방 수장의 위신을 세워주기 위해 지방 유력 지배층에게 내려준 위세품(威勢品)으로 추정된다.
이러한 보물 ‘고창 봉덕리 1호분 출토 금동신발’은 백제 시대 의례용 금동신발로, 보기 드물게 원형을 갖추어 출토된 중요한 고대 금속공예품이자, 다양하고 뛰어난 공예기법을 이용해 제작된 것으로 인정된다. 또한, 같은 시기 중국이나 고구려, 신라의 미술품과 비교하여 문양의 기원과 변천, 상징적 의미를 파악할 수 있다는 점, 지금까지 알려진 삼국 시대 금동신발과 비교하여 백제 공예문화의 독자성을 밝힐 수 있는 원천유물이라는 점에서 학술적 가치 또한 매우 높다고 평가된다. 이러한 점을 고려하여 2021년 보물로 지정되었다.

## 주해
1. ↑  투각(透刻)은 재료의 면을 도려내거나 깎아서 원하는 무늬를 나타내는 조각 기법을 말한다.